# حامل (رسم)
الحامل هو دعامة منتصبة تُستخدم لكل من عرض أو تثبيت شيء يرتكز عليه، بنحو زاوية 20 درجة من الشاقول. يستخدم الرسامون الحامل على وجه الخصوص لدعم اللوحة أثناء عملهم عليها وهم وافقون وتُستخدم أحيانًا لعرض اللوحات النهائية. لا تزال حوامل الفنانين تُصنع من الخشب بتصاميم لم تتغير كثيرًا لقرون أو حتى آلاف السنين وذلك مع وجود مواد وتصميمات جديدة. عادة ما يكون الحامل مصنوعة من الخشب أو الألومنيوم أو الفولاذ.